# Welcome (film)
Welcome – indyjski komediodramat z 2007 roku wyreżyserowany przez Aneesa Bazmeego, autora Hulchul, Miłość musiała nadejść, Deewangee i No Entry. W rolach głównych Akshay Kumar, Nana Patekar, Anil Kapoor, Katrina Kaif i Mallika Sherawat. Inspiracją dla filmu była hollywoodzka komedia „Mickey Blue Eyes” z 1999 roku.

## Obsada
- Akshay Kumar – Rajiv
- Nana Patekar – Uday Shetty/Don
- Anil Kapoor – Sagar Pandey „Majnu Bhai”
- Katrina Kaif – Sanjana Shetty
- Paresh Rawal – Dr. Ghungroo
- Feroz Khan – Ranveer Dhanraj Xata „RDX”
- Mallika Sherawat – Ishika
- Sunil Shetty – gościnnie (gra siebie)
- Shweta Mennon – żona Ghungroo
- Malaika Arora – w piosence 'Hoth Rasiley'

## Muzyka
Lista piosenek:
| Piosenkę          | śpiewa(ją)                                        | kompozytor        |
| ----------------- | ------------------------------------------------- | ----------------- |
| Hoth Rasiley      | Shankar Mahadevan, Anand Raj Anand, Shreya Ghosal | Anand Raj Anand   |
| Insha Allah       | Krishna, Shaan, Akruti Kakkar, Himesh Reshammiya  | Himesh Reshammiya |
| Kola Laka Vellari | Himesh Reshammiya                                 | Himesh Reshammiya |
| Kiya Kiya         | Anand Raj Anand, Shweta Pandit                    | Anand Raj Anand   |
| Uncha Lamba       | Anand Raj Anand, Kalpana                          | Anand Raj Anand   |
| Welcome           | Shaan, Soumya Raoh, Wajid                         | Sajid, Wajid      |